# IRT White Plains Road Line
L'IRT White Plains Road Line est une ligne (au sens de tronçon du réseau) du métro de New York comprenant des sections aériennes et souterraines, et située dans l'arrondissement du Bronx. Elle est issue de l'ancien réseau de l'Interborough Rapid Transit Company (IRT). Rattachée à la Division A du réseau, elle relie la station de 149th Street – Grand Concourse dans le quartier de Mott Haven à la station Wakefield – 241st Street dans le quartier de Wakefield. Elle est desservie par deux services : la 2 en omnibus à toute heure, et la 5 en omnibus à toute heure, sauf pendant les heures de pointe dans la direction la plus encombrée (où elle fonctionne alors en express entre East 180th Street et Third Avenue – 149th Street) et pendant la nuit (late nights). Son inauguration remonte au 10 juillet 1905 et elle comporte aujourd'hui vingt stations.

## Situation sur le réseau

Plan du métro de New York (2009)

## Exploitation

Deux services desservent l’intégralité de lIRT White Plains Road Line: le 2 et le 5.

## Infrastructure

### Stations
| | Station                               | Voies | Dessertes | Ouverture        | Notes                                   |
| --- | ------------------------------------- | ----- | --------- | ---------------- | --------------------------------------- |
| | Wakefield – 241st Street              |       | (2)       | 13 mai 1968      | Terminus nord, pas de service régulier. |
| voie de connexion à 239th Street Yard (Atelier/Dépôt) |                                       |       |           |                  |                                         |
| | Nereid Avenue (en)                    |       | (2) · (5) | 31 mars 1917     |                                         |
| | 233rd Street (en)                     |       | (2) · (5) | 31 mars 1917     |                                         |
| | 225th Street (en)                     |       | (2) · (5) | 31 mars 1917     |                                         |
| | 219th Street (en)                     |       | (2) · (5) | 3 mars 1917      |                                         |
| | Gun Hill Road (en)                    |       | (2) · (5) | 3 mars 1917      |                                         |
| | Burke Avenue (en)                     |       | (2) · (5) | 3 mars 1917      |                                         |
| | Allerton Avenue (en)                  |       | (2) · (5) | 3 mars 1917      |                                         |
| | Pelham Parkway (en)                   |       | (2) · (5) | 3 mars 1917      |                                         |
| | Bronx Park East (en)                  |       | (2) · (5) | 3 mars 1917      |                                         |
| embranchement avec l,IRT Dyre Avenue Line (5 à tout moment) embranchements pour l'atelier/dépôt 239th Street Yard (à l'est) embranchements pour l'atelier/dépôt East 180th Street Yard (à l'ouest) |                                       |       |           |                  |                                         |
| | East 180th Street (en)                |       | (2) · (5) | 3 mars 1917      |                                         |
| | 180th Street–Bronx Park               | .     |           | 26 novembre 1904 | Fermée le 4 août 1952, puis démolie     |
| | West Farms Square – East Tremont (en) |       | (2) · (5) | 26 novembre 1904 |                                         |
| | 174th Street (en)                     |       | (2) · (5) | 26 novembre 1904 |                                         |
| | Freeman Street (en)                   |       | (2) · (5) | 26 novembre 1904 |                                         |
| | Simpson Street (en)                   |       | (2) · (5) | 26 novembre 1904 |                                         |
| | Intervale Avenue (en)                 |       | (2) · (5) | 30 avril 1910    |                                         |
| | Prospect Avenue (en)                  |       | (2) · (5) | 26 novembre 1904 |                                         |
| | Jackson Avenue (en)                   |       | (2) · (5) | 26 novembre 1904 |                                         |
| | Third Avenue – 149th Street (en)      |       | (2) · (5) | 10 juillet 1905  |                                         |
| | 149th Street – Grand Concourse (en)   |       | (2) · (5) | 10 juillet 1905  |                                         |
| Split avec connexion à l,IRT Jerome Avenue Line (5 sauf tard dans la nuit) 149th Street Tunnel embranchement avec l,IRT Lenox Avenue Line (2 tout le temps)                                        |                                       |       |           |                  |                                         |